# Kaplica Moskiewska
Kaplica Moskiewska (łac. Sacellum Moscovitarum) nazywana także Grobowcem Carów Szujskich – niezachowana prawosławna kaplica grobowa w Warszawie, wzniesiona ok. 1620 r. przez króla Zygmunta III Wazę jako mauzoleum dla zmarłego w Polsce cara Wasyla IV Szujskiego, jego brata Dymitra i wielkiej księżny Jekateriny Grigoriewny, żony Dymitra Szujskiego, którzy dostali się do niewoli w czasie wojny polsko-rosyjskiej po bitwie pod Kłuszynem 4 lipca 1610.
Po 1705 jako kaplica grobowa przy kościele pw. Matki Boskiej Zwycięskiej dominikanów obserwantów, według większości opracowań rozebrana wraz z kościołem po 1818, jeśli zaś uznać słuszność hipotez utożsamiających kaplicę ze skarbczykiem przy pałacu Słuszków, rozebrana dopiero w 1954.

## Położenie

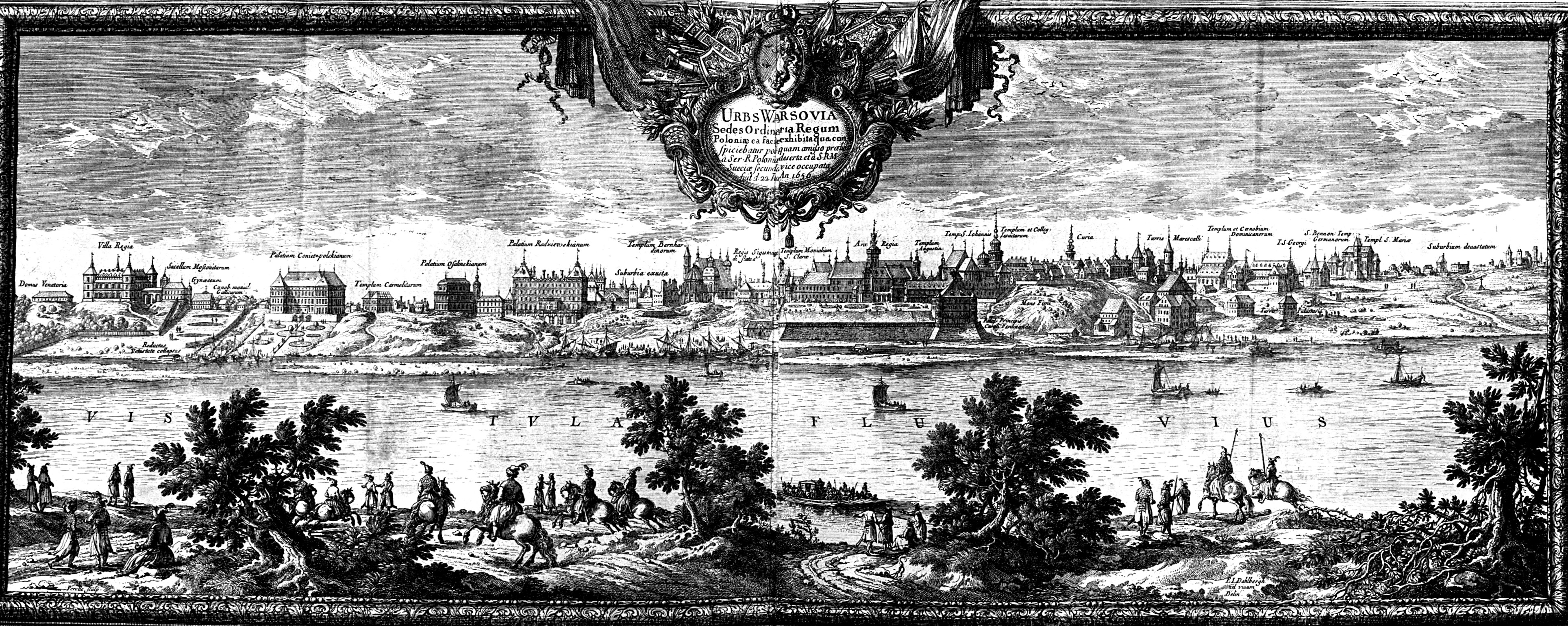
Erik Dahlbergh, Warszawa w 1656 z widocznym hełmem Kaplicy Moskiewskiej (Sacellum Moscovitarum) po prawej stronie Villa Regia

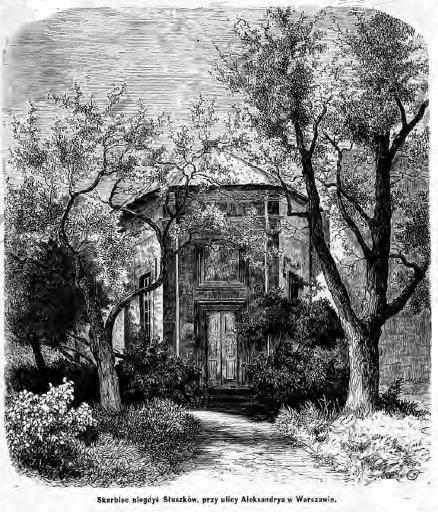
Skarbczyk przy pałacu Słuszków mający być Kaplicą Moskiewską po przebudowie przez Tylmana z Gameren, nad drzwiami widoczna płycina po mającej znajdować się w tym miejscu usuniętej tablicy pamiątkowej przed ok. 1768, rysunek, Tygodnik Illustrowany z 18 grudnia 1869

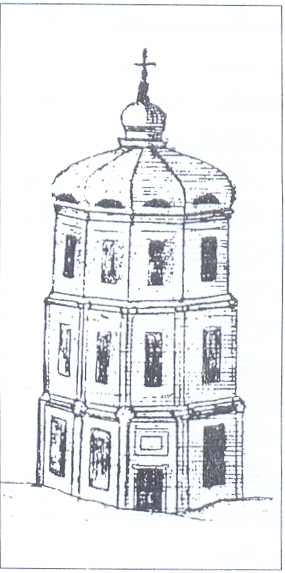
Kaplica Moskiewska – próba rekonstrukcji według Zygmunta Librowicza ok. 1901

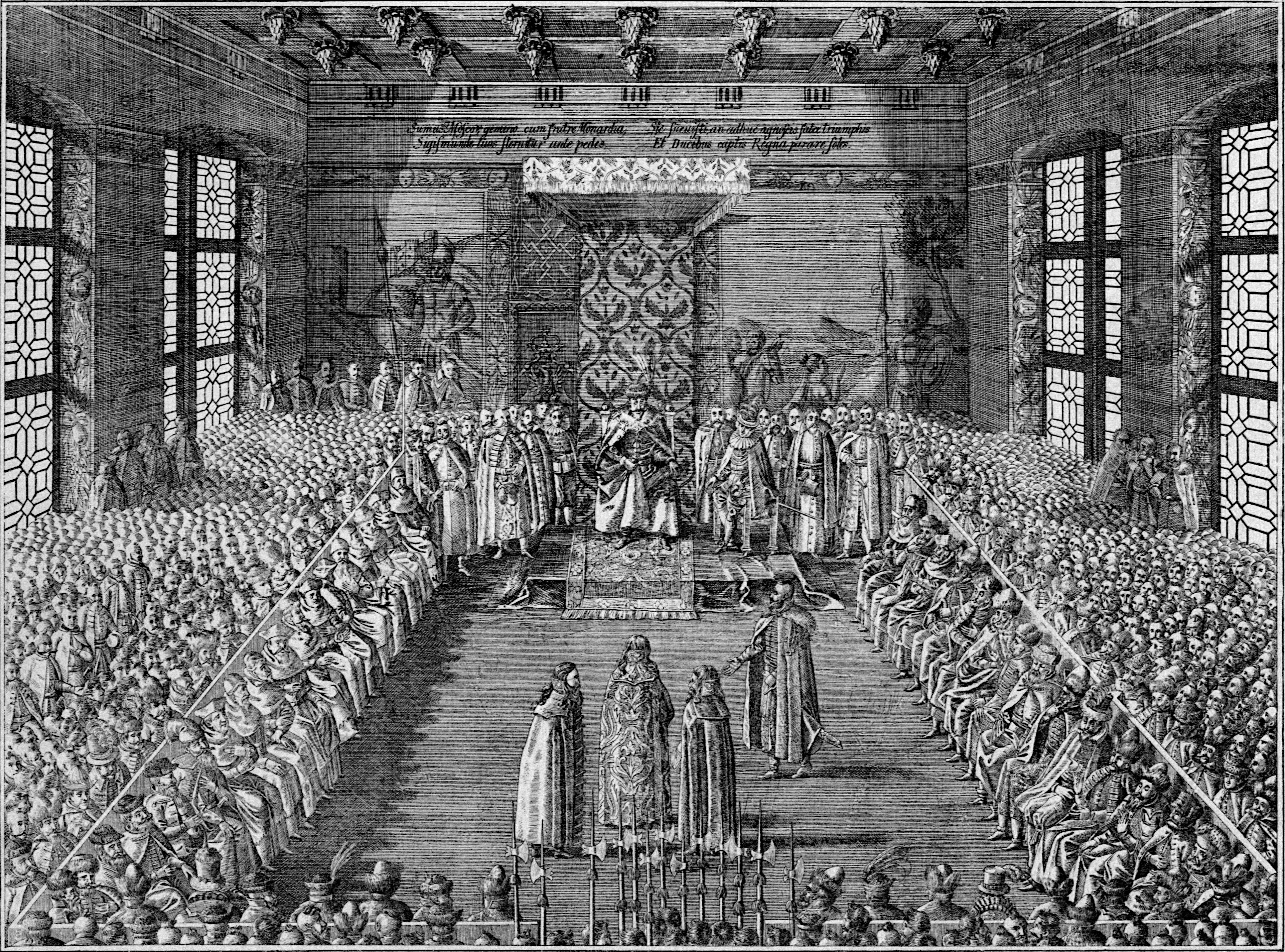
Car Wasyl IV Szujski wraz z braćmi Dymitrem i Iwanem Pugowką przed Sejmem w Warszawie 29 października 1611 r. – sztych Tomasza Makowskiego według zaginionego obrazu Tomasza Dolabelli z Zamku Królewskiego w Warszawie

Kaplica znajdowała się na początku ulicy Krakowskie Przedmieście (kończącej się projektowanym Forum Vasorum, z którego została zrealizowana jedynie kolumna Zygmunta), w pobliżu rozdroża z traktem soleckim (dzisiejsza ulice: Mikołaja Kopernika i dalej Tamka) – dawnym szlakiem na Ruś oraz drogą do Czerska – dzisiejszą ul. Nowy Świat.

## Historia
W momencie budowy Kaplica Moskiewska była wolnostojącą wysoką budowlą, położoną w pobliżu głównej drogi – traktu królewskiego, widoczną dla oficjalnych delegacji udających się na Zamek Królewski. Zamykająca Przedmieście Bernardyńskie – ulicę Krakowskie Przedmieście Kaplica Moskiewska w formie sześciobocznej wieży – rotundy, o trzech kondygnacjach, nakrytej hełmem, była panteonem chwały oręża polskiego i tryumfu króla Zygmunta III Wazy, którą opisuje Adam Jarzębski w 1643: „...Niedaleko kościoła św. Krzyża iest Kaplica Moskiewska, w niéy na marmurowéy tablicy, wyryte są złotymi literami zwycięstwa nasze, w tenczas, gdy poymany Car Moskiewski z bracią swemi, stawieni byli przed Seymem w Warszawie. Posłano ich potem do Gostynia, gdzie pomarli. Pochowano ich w téy kaplicy, przyiechał potem Poseł Moskiewski, prosząc Maiestatu Królewskiego, o ciało ich, darował JMći Król Władysław, i z ceremoniami na stolice były odwiezione....”. Przypuszczalnie autorem kaplicy był jeden z architektów czynnych na dworze króla Zygmunta III Wazy: Matteo Castelli – architekt Zamku Ujazdowskiego i barokowej przebudowy Zamku Królewskiego lub Giovanni Trevano – budowniczy m.in. Villa Regia.
Nad wejściem do kaplicy znajdowała się tablica z łacińskim napisem:
(fragment w tłumaczeniu)

„...on, król pamiętając o wspólnym człowieczym przeznaczeniu,

rozkazał kości ich przenieść tutaj i złożyć je pod tym,

wzniesionym ku powszechnej pamięci potomnych

i dla chwały swego panowania, pomnikiem”
| tekst łaciński | tłumaczenie polskie |
| --- | --- |
| Jesu Christi Dei Filii, Regis Regum, Dei Exercituum, Gloriæ. Sigismundus Tertius Rex Poloniæ & Sueciæ Exercitu Moschovitico ad Clussinum cæso, Moscoviæ Metropoli deditione accepta, Smolensco Republicæ restitutio. Basilio Szuyski, Magno Duce Moschoviæ, Et Fratre eius Demetrio Militiæ Præfecto, Captiuis iure belli receptis. Et in Arce Gostiniensi sub custodia habitis, Ibique vita functis, Humanæ fortis memor, Ossa illorum huc deferre. Et ne se regnante etiam hostes, Iniusteque Sceptra parantem, Iustis sepulturaque carerent. In hocA se ad publicam posteritatis memoriam, Regnique sui nomen, Extructo trophæo, Deponi iussit. Anno à Partu Virginis, M. DC. XX. Regnorum Nostrum Poloniæ, XXXIII. Sueciæ XXVI. | Jezusowi Chrystusowi Synowi Bożemu, Królowi Królów, Bogu zastępów, Chwała. Zygmunt Trzeci Król Polski i Szwecji zwyciężywszy wojska moskiewskie pod Kłuszynem, przyjął kapitulację stołecznej Moskwy, przywracając Smoleńsk Rzeczypospolitej. Wasyl Szujski, Wielki Książę Moskiewski, I jego brat Dymitr, dowódca, ujęci prawem wojennym i przyjęci. Mieszkając pod strażą w Zamku Gostynińskim, tamże dokonali żywota, pomny na los ludzki, składa tu ich szczątki. I choć ci wrogowie bezprawnie władali i bezprawnie berła dzierżyli, nie zostali pozbawieni pogrzebu. Na tym wzniesionym pomniku dla powszechnej pamięci potomnych rozkazuje umieścić swoje imię. Roku [Pańskiego] od narodzenia z Dziewicy 1620. Królowania Naszego w Polsce 33. w Szwecji 26. |

3 lipca 1668 król Jan Kazimierz przekazał kaplicę Moskiewską Dominikanom Obserwantom sprowadzonym do Polski na pamiątkę zwycięstwa nad Szwedami w 1657. Obok Kaplicy Moskiewskiej powstał kościół pw. Matki Boskiej Zwycięskiej i klasztor dominikanów obserwantów, najpierw drewniany, w latach 1705 murowany prawdopodobnie według projektu Tylmana z Gameren, przebudowywany 1724-1742, ok. 1760 otrzymał fasadę projektu Efraima Schrögera. Kaplica Moskiewska została włączona jako wspaniała kaplica grobowa w kompleks kościoła Matki Boskiej Zwycięskiej Dominikanów Obserwantów.
Przy kościele Matki Boskiej Zwycięskiej Dominikanów Obserwantów znajdował się cmentarz.
W 1706 r. w Kaplicy Moskiewskiej pochowano wybitnego architekta Tylmana z Gameren (por. hasło Tylman z Gameren w: Encyklopedia Warszawy).
Pod koniec XVIII w. kościół i klasztor podupadły. Po 1808 w czasach Księstwa Warszawskiego budynki klasztoru były wykorzystywane jako koszary wojsk francuskich, co spowodowało dalszą dewastację. Po śmierci ostatnich dwóch o.o. dominikanów obserwantów, kościół i zabudowania klasztoru przekazano diecezji. W 1816 administrator ks. J. Danikowski popełnił w kościele samobójstwo, co zgodnie z ówczesnym kodeksem kanonicznym wiązało się z zamknięciem i rozbiórką kościoła. Decyzję o rozbiórce kościoła podjął Rząd Królestwa Kongresowego przyjmując uchwałę. Działkę po kościele i klasztorze o.o. dominikanów obserwantów nabył Stanisław Staszic i wybudował po 1820 budynek Towarzystwa Przyjaciół Nauk projektu Antoniego Corrazziego, nazwany później Pałacem Staszica.
Według niektórych opracowań z lat 90. XIX w. identyfikowana jako pozostałość Kaplicy Moskiewskiej była jednokondygnacyjna, sześciokątna „altana ogrodowa lub skarbczyk” (dzisiejszy adres ul. Świętokrzyska 1 – trawnik i chodnik przed L.O. im. Jarosława Dąbrowskiego przy niezachowanym pałacu Słuszków (ówczesny adres ul. Mikołaja Kopernika 43, a jeszcze dawniej ul. Aleksandria), za Pałacem Staszica. Budowlę tę, na podstawie badań archeologicznych przeprowadzonych w roku 1938, umiejscawiał w tym miejscu Tadeusz Prus-Faszczewski. Kaplica ta była przewidziana do rekonstrukcji według projektu Mariana Lalewicza w 1939, zaś po 1945 do odbudowy, ale została w 1954 roku zburzona.

## Pretekst żądań władców Rosji względem królów Polski
Kaplica Moskiewska była pretekstem szeregu żądań wysuwanych przez kolejnych przedstawicieli dynastii Romanowów do władców Rzeczypospolitej w XVII i XVIII w.
Car Wasyl IV Szujski, przebywał w polskiej niewoli po swojej detronizacji 17 lipca 1610, w tym czasie carem Moskwy i Wszechrusi był królewicz Władysław IV Waza. Mimo to, Kaplica Moskiewska i inne przedmioty, dokumentujące pobyt w Rzeczypospolitej cara Wasyla IV Szujskiego i jego rodziny stanowiły „sól w oku” późniejszych władców dynastii Romanowów. W czasach cara Michała I Romanowa strona moskiewska podjęła negocjacje w celu odzyskania zwłok cara Wasyla IV Szujskiego i jego rodziny. Po pokoju w Polanowie ciała cara, brata i księżnej Jekateriny wydano Rosji w 1635. W 1647 od cara Aleksego I Romanowa wpłynęła prośba strony moskiewskiej, aby zburzyć Kaplicę Moskiewską – wówczas jedyną prawosławną kaplicę grobową w Warszawie, lecz król Władysław IV odmówił, przekazując, że może zwrócić tablicę nagrobną. Kolejne żądania dotyczyły opisów polskiego tryumfu. Ktokolwiek opisywał hołd cara Szujskiego w sejmie Rzeczypospolitej mógł się spodziewać, że poseł moskiewski zażąda spalenia dzieła i głowy piszącego, jako zadośćuczynienie zniewagi carskiego majestatu. W 1678 za panowania króla Jana III Sobieskiego wpłynęła prośba cara Fiodora Romanowa o wydanie dwóch obrazów Tomasza Dolabelli z Zamku Królewskiego przedstawiających hołd cara Wasyla Szujskiego z braćmi: Dymitrem i Iwanem zwanym ros. Pugowką (pol. guzik) przed królem Zygmuntem III Wazą, jako znieważających majestat carski. Prośbom tym uległ król August II Mocny i obrazy (które uważa się dziś za zaginione), przekazał carowi Piotrowi I.
W okresie między latami około 1764-1768, z polecenia posła rosyjskiego Nikołaja Repnina wydobyto i zniszczono zachowaną tablicę lub tablice z czasów króla Zygmunta III Wazy.
W latach 1892–1895, w czasach zaboru rosyjskiego, z inicjatywy Aleksandra Apuchtina przebudowano Pałac Staszica w stylu bizantyjsko-ruskim według projektu rosyjskiego architekta Władimira Pokrowskiego oraz utworzono w budynku pałacu cerkiew św. Tatiany Rzymianki celem zniszczenia architektury Corazziego oraz aby „...na zawsze pogrzebać w pamięci Polaków wspomnienia o poprzednim polskim gmachu, myslą i wysiłkiem Staszica wzniesionym...” – pretekstem było rzekome istnienie w tym miejscu Kaplicy Moskiewskiej z grobowcem cara Wasyla Szujskiego.

## Galeria

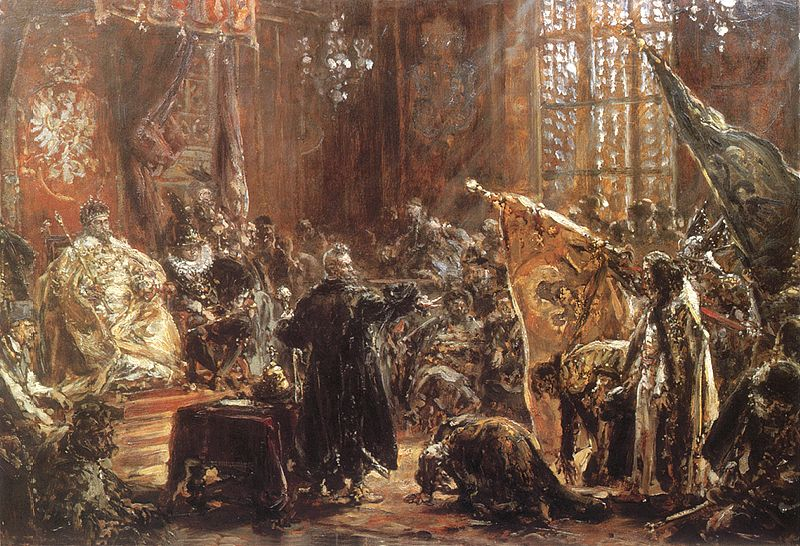
Hetman polny koronny Stanisław Żółkiewski przedstawia carów Szujskich (cara Wasyla z braćmi: Dymitrem i Iwanem Pugowką) na sejmie warszawskim 29 października 1611, obraz Jana Matejki
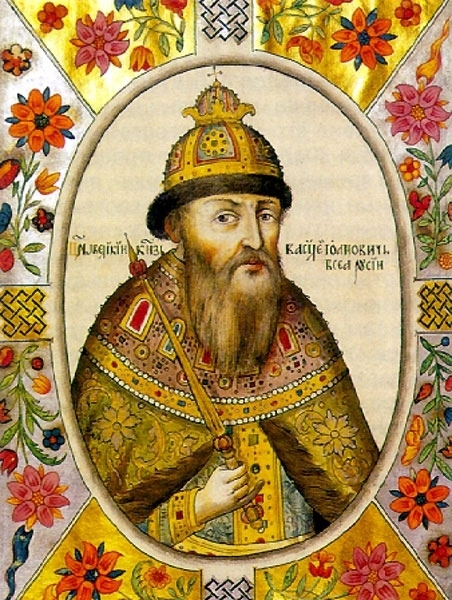
Wasyl IV Szujski (1552-1612), Car Wszechrusi (1606-1610)
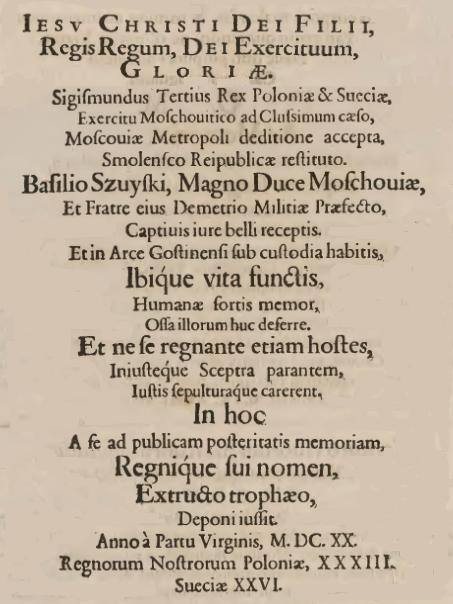
Tablica króla Zygmunta III Wazy z Kaplicy Moskiewskiej[26][27], 1620, zniszczona przed ok. 1768
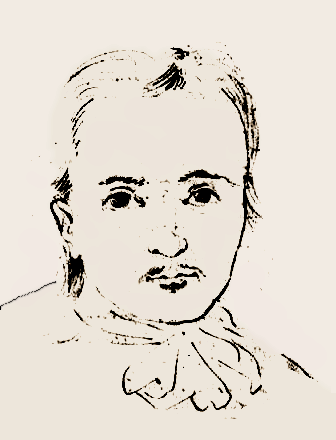
Tylman z Gameren pochowany w 1706 w Kaplicy Moskiewskiej